# Elysia chlorotica
Élysie émeraude
Espèce
Elysia chlorotica, l’Élysie émeraude, est une espèce de gastéropodes opisthobranches marins (limace de mer) de la famille des Placobranchidae.
Elle ressemble à un nudibranche, mais n'appartient pas à ce sous-ordre de gastéropodes. C'est en fait un membre d'un sous-ordre voisin, les Sacoglosses.
L'Élysie émeraude est le premier animal découvert capable de réaliser la photosynthèse dans des chloroplastes « volés » (kleptoplastie) à une algue dont elle se nourrit ; elle peut ainsi vivre jusqu'à dix mois grâce à la seule lumière du jour, sans autre apport nutritif.

## Description

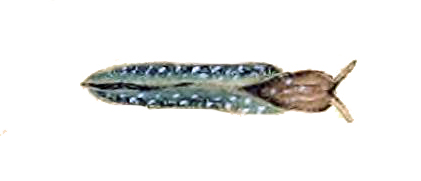

Cette espèce est généralement de couleur verte, mais peut aussi être rougeâtre ou grisâtre, avec de petites taches blanches ou rouges éparpillées sur le corps. Ses flancs parapodiaux sont élargis et donnent à l'animal un aspect semblable à une feuille d'arbre. Ils peuvent être déployés si le rayonnement solaire est faible, ou repliés s'il est trop fort. E. chlorotica peut atteindre 6 cm de longueur, sa taille moyenne se situe néanmoins entre 2 et 3 cm.

## Répartition géographique
Son aire de répartition s'étend le long de la côte est de l'Amérique du Nord, de la Nouvelle-Écosse à la Floride. Elysia chlorotica vit en eaux peu profondes du littoral (0 à 0,5 mètre de profondeur).

## Cycle de vie
Les œufs sont pondus en rubans de 3 à 30 cm sur des filaments de Vaucheria litorea et sont, à ce stade, aposymbiotiques. Après l’éclosion, la larve commence à se nourrir de l’algue et prend petit à petit une teinte verte. On assiste alors un phénomène de kleptoplastie. En effet, l’algue est mangée mais sa digestion partielle laisse intacts les chloroplastes, qui sont intégrés à l’organisme du gastéropode. Les chloroplastes sont ainsi distribués dans tout le corps par les diverticules digestifs. À l’état adulte E. chlorotica a une coloration verte uniforme sauf le cœur qui reste aposymbiotique. 

## Alimentation
Ce gastéropode littoral utilise des chloroplastes de l'algue hétéroconte Vaucheria litorea pour produire une grande partie de l'énergie dont il a besoin. E. chlorotica acquiert les chloroplastes en mangeant cette algue et les stocke dans les cellules qui tapissent son intestin ; ces chloroplastes fournissent à leur hôte les produits de la photosynthèse. Bien que les chloroplastes survivent pendant toute la durée de vie du mollusque (environ 10 mois), ils ne sont pas transférés à sa descendance.
Puisque l'ADN chloroplastique code seulement 10 % des protéines nécessaires à une photosynthèse fonctionnelle, les scientifiques ont recherché dans le génome de E. chlorotica des gènes permettant la photosynthèse et la survie des chloroplastes. Ils ont trouvé un gène d'algue, psbO (un gène nucléaire codant une protéine à manganèse stabilisatrice à l'intérieur du photosystème II) dans l'ADN de la limace de mer, identique à la version algale. Ils en ont conclu que le gène avait probablement été acquis par un transfert horizontal de gènes, puisqu'il est déjà présent dans les œufs et dans les cellules germinales de E. chlorotica.
Cette découverte confirme, avec d'autres (tel le frelon oriental, insecte photosynthétique), la remise en cause partielle du dogme biologique stipulant que le métabolisme des plantes a pour source énergétique le soleil tandis que les animaux tirent leur énergie des molécules organiques fournies par la nourriture (autotrophie par photosynthèse versus hétérotrophie).